# 滿洲五巨頭
- 上：岸信介、松岡洋右、鮎川義介
- 下：東條英機、星野直樹

滿洲五巨頭，又稱滿洲五人幫、貳叄，是指對滿洲國在軍、政、財方面有著巨大影響力的五位人物。

## 概說
「滿洲五巨頭」所指的是支配、推動滿洲國的五位人物。
- 東條英機：1935年～1938年期間先後出任關東憲兵隊司令官、關東局警務部長、關東軍參謀長[5]。任內曾經主導二二六事件，指揮日軍參與平綏鐵路沿線作戰、七七事變等，多次以閃電戰略擊潰中國軍隊，被稱為「剃刀將軍」[6][7]。
- 星野直樹：1932年～1940年先後出任財政部理事官、財政部總務司長、財政部次長、國務院總務廳（日语：総務庁 (満州国)）長官、國務院總務廳總務長官。由於滿洲國是大日本帝國所扶植的傀儡政權，皇帝溥儀沒有實權，身為國務院總務廳總務長官的星野便成為滿洲國事實上的最高領導人[8][9]。
- 岸信介：1936年～1939年曾經出任實業部總務司長、產業部次長和國務院總務廳次長。雖然是次長，但滿洲國是大日本帝國所扶植的傀儡政權，實業部大臣丁鑑修幾乎沒有權力，岸才是產業政策的最高領導人。任內他推行統制經濟主張，將滿洲的資源納入政府管轄（滿洲產業開發五年計劃）[10][2][11]。
- 松岡洋右：在1921年～1930年、1935年～1939年期間先後擔任南滿洲鐵道理事、副總裁、總裁[12][9]。他認為「滿洲乃帝國之生命線」，非常重視滿洲國[9][2]；在1932年，國際聯盟以42票賛成、1票反對通過李頓報告，松岡以一句「再見」退場，強硬的表現深受日本人讚賞[13]。曾經參與河豚計劃[14]。
- 鮎川義介：1937年～1942年期間先後出任滿洲重工業開發總裁、內閣顧問。1937年12月，他應關東軍要求，由「日產集團（日语：日産コンツェルン）」出資在新京設立滿洲重工業開發[11]。任內致力發展滿洲國重工業[15]；曾經參與河豚計劃[14]。

| 全名     | 全名 | 在滿洲的時間          | 職位               | 主要職務               |
| -------- | ---- | --------------------- | ------------------ | ---------------------- |
| 東條英機 |      | 1935～1938            | 關東軍參謀長       | 第40任内閣総理大臣     |
| 星野直樹 |      | 1932～1940            | 國務院總務廳長官   | 第46任内閣書記官長     |
| 鮎川義介 |      | 1937～1942            | 滿洲重工業開發總裁 | 参議院議員             |
| 岸信介   |      | 1936～1939            | 總務廳副局长       | 第56、57任内閣総理大臣 |
| 松岡洋右 |      | 1921～1930 1935～1939 | 南滿洲鐵道         | 第63任外務大臣         |

## 離開滿洲後
五個人在離開滿洲後，都依然留在政界發展。於東條英機出任內閣總理大臣後，除了松岡之外，其餘三人亦曾經加入東條內閣。
直至日本戰敗，盟軍進駐日本，「滿洲五巨頭」被視為甲級戰犯嫌疑犯，一起被拘押於東京巢鴨監獄。其中鮎川義介、岸信介先後被無罪釋放；松岡洋右在東京軍事法庭審判中病逝；東條英機被判死刑，於1948年12月23日執行；而星野直樹則一開始被判終身監禁，1958年釋放。

## 「滿洲三角同盟」
在「滿洲五巨頭」之中，岸信介、鮎川義介、松岡洋右均為山口縣出身，三人在1930年代合作開發滿洲工業，加上三位亦有姻親關係（松岡洋右的外甥是佐藤榮作的夫人佐藤寬子，而岸信介是佐藤榮作的二哥；鮎川的表弟田邊讓的女兒仲子，則是岸信和的前妻、岸信介的前兒媳），所以又被稱為「滿洲三角同盟」。

### 來源
1. ↑  . www.rthk.hk.   [2022-01-13]. （原始内容存档于2022-01-13） （中文（繁體））.
2. 1 2 3  姜尚中、玄武岩. . : p.3.
3. 1 2  Chalmers Johnson. . : p.74.
4. ↑  李大光. .
5. ↑  佐藤早苗. . : p.107.
6. ↑  秦郁彥. . : p.254 – 255.
7. ↑  蘇子牧. . 香港01. 2021-06-08  [2022-01-13]. （原始内容存档于2022-05-01） （中文（香港））.
8. ↑  佐藤正志; 張志祥. . 攝南大學經營情報學部論集. 2009-01-10, 17: 89–102  [2022-01-13]. （原始内容存档于2022-01-13）.
9. 1 2 3  . 今日の景色.   [2022-01-13]. （原始内容存档于2022-04-19） （日语）.
10. ↑  . www.rthk.hk.   [2022-01-13]. （原始内容存档于2022-01-13） （中文（繁體））.
11. 1 2  王佐榮. . : p.201.
12. 1 2  松岡洋右. .
13. ↑  日本外務省 (編). . : p.267 – 278.
14. 1 2  Marvin Tokayer. . : p.52.
15. ↑  . PROJECT DESIGN - 月刊「事業構想」オンライン. 2015-03-31  [2022-01-13]. （原始内容存档于2022-01-13） （日语）.
16. ↑  . www.kantei.go.jp.   [2022-01-13]. （原始内容存档于2022-03-11）.
17. 1 2  青土社. . : p.12.
18. ↑  Chalmers Johnson. . : p.161.
19. ↑  . www.jacar.archives.go.jp.   [2022-01-13]. （原始内容存档于2022-04-19）.

### 書籍
- 姜尚中、玄武岩《大日本．滿洲帝國的遺產》 八旗文化、2018年12月5日出版
- 秦郁彥《現代史の争点》文春文庫、1999年8月出版 ISBN‏ : 978-4167453060
- 佐藤早苗《東條英機の妻・勝子の生涯》河出文庫、1997年7月1日出版
- Marvin Tokayer. The Fugu Plan: The Untold Story Of The Japanese And The Jews During World War II. Gefen Publishing House pulished.  ISBN‏ :  978-9652293299
- 松岡洋右《満鉄を語る》慧文社、2007年12月1日出版 ISBN‏ : 978-4905849841
- 青土社《現代思想》2008年出版
- Chalmers Johnson《推動日本奇蹟的手: 通產省》1985年出版
- 李大光《一門三首相：安倍晉三的暴落與飆起》風雲時代、2014年出版
- 王佐榮《來去滿洲：滿洲國「虛與實」寫真》蒼璧出版有限公司、2021年出版